# Jazz Composer's Orchestra
Le Jazz Composer's Orchestra était un groupe de jazz américain fondé en 1965, participant à  l'Avant-garde jazz à New York. Carla Bley et Michael Mantler ont joué un rôle important dans son organisation, son style et son apport musical.

## Historique
Ses origines reposent dans la Jazz Composers Guild, coopérative fondée en décembre 1964 par Bill Dixon pour promouvoir et aider des musiciens à se produire.  Cette organisation est née d'une série de concerts en 1964 à New York, connus sous le nom d'October Revolution in Jazz. Un big band, formé par la pianiste Carla Bley et le trompettiste Mike Mantler, commence à se produire sous le nom de Jazz Composers Guild Orchestra. Un premier enregistrement est réalisé en avril 1965. Il prend ensuite le nom de Jazz Composer's Orchestra. Une association à but non lucratif  est également constituée en 1966, the Jazz Composers Orchestra Association Inc. (JCOA).
Le groupe permet à des musiciens d'alterner entre le rôle d’interprète et celui de compositeur. Le premier enregistrement est  Communication, en 1965. En 1968 sort un double album, The Jazz Composer's Orchestra avec comme principaux solistes Cecil Taylor, Don Cherry, Roswell Rudd, Pharoah Sanders, Larry Coryell, et Gato Barbieri. Le troisième enregistrement, Escalator over the Hil, composé et dirigé par Carla Bley, associe trente à quarante musiciens du free jazz. Pour Michel Contat, « ce disque est au jazz composé ce que Sergeant Pepper's Lonely Heart Club Band est au rock, du point de vue de la réussite esthétique. »
Le label JCOA Records est fondé pour l'enregistrement de l'orchestre et de ses membres..
Les albums enregistrés comprennent des œuvres commandées par Roswell Rudd, Clifford Thornton, Don Cherry, Leroy Jenkins and Grachan Moncur III. La dernière série de concerts date de 1975. 

## Discographie
- 1965: Communication
- 1968: The Jazz Composer's Orchestra (produit par Michael Mantler)
- 1971: Escalator over the Hill (dirigé par Carla Bley & Paul Haines)
- 1973: Relativity Suite (produit par Don Cherry)
- 1973: Numatik Swing Band (produit par Roswell Rudd)
- 1975: The Gardens of Harlem (produit par Clifford Thornton)
- 1975: Echoes of Prayer (produit par Grachan Moncur III)
- 1975: For Players Only (produit par Leroy Jenkins)